# Educació de persones adultes
L'educació de persones adultes (EPA) designa la totalitat dels processos organitzats d'educació, sigui quin sigui el seu contingut, el nivell i el mètode, siguin formals o no formals, tant si prolonguen o reemplacen l'educació inicial dispensada a les escoles i universitats, i en forma d'aprenentatge professional, mitjançant els quals, les persones considerades com a adultes per la societat a la qual pertanyen desenvolupen les seves aptituds, enriqueixen els seus coneixements, milloren les seves competències tècniques o professionals o els donen una nova orientació, i fan evolucionar les seves actituds o el seu comportament en la doble perspectiva d'un enriquiment integral de l'home i una participació en un desenvolupament socioeconòmic i cultural equilibrat i independent.
L'EPA com a pràctica social va esdevenir com a resposta de necessitats en concret i, per tant, el seu creixement sol estar caracteritzat per restes d'activitats i no per una expansió continua. Avui dia, els canvis tecnològics i la necessitat de formar a les persones per conduir-les a noves carreres exerceixen una gran influència en l'àmbit de l'educació de persones adultes a Europa.

## Descripció
La definició que la Generalitat de Catalunya atorga a l'educació d'adults afirma el següent postulat, "l'educació d'adults comprèn les activitats d'aprenentatge al llarg de tota la vida, permet que les persones adultes desenvolupin les seves capacitats, enriqueixin els coneixements i millorin les competències tècniques i professionals. Això fa que participin persones amb objectius diferents, com poden ser obtenir una titulació, ficar-se al dia o ampliar els coneixements."
Un dels pedagogs més importants de la història; Paulo Freire va desenvolupar una renovació tant pedagògica com filosòfica, la qual va contribuir a incrementar l'interés per l'educació de persones adultes a Espanya durant la transició democràtica. Aquest fet va influir en les actituds dels docents, en la configuració de projectes educatius i va apostar per la transformació de la societat envers l'educació. Mentre que el règim de Franco apostava per una educació permanent, Freire va tenir una gran importància en els moviments de renovació de l'educació de persones adultes.
Pel que fa a les aportacions de Paulo Freire envers l'educació de persones adultes, va proposar que aquesta havia d'estar basada en la consciència de la realitat viscuda en el dia a dia de la ciutadania i volia que aquesta no s'entengués com una visió enfocada només en el coneixement de definicions i teories. En definitiva, va promoure la col·laboració, la decisió, la participació i la responsabilitat social i política per part d'aquest grup de persones adultes. Personalment, Freire va destacar que els coneixements més importants que va adquirir van ser aquells que va aprendre un cop va solucionar els seus propis problemes i els del seu entorn.
Cal un impuls ètic i polític alhora que reconegui i tensioni la pluralitat de subjectes col·lectius que impulsin positivament altres possibles maneres de relacionar-se i de conviure; proposicions que desafien la submissió i la dependència arrelades no sols en el nostre cor, també al nostre cervell: sobretot, i que haurien de dislocar produint una sense fi d'oscil·lacions. No hi ha principi, no hi ha fi; sols línies que potencien i possibiliten l'autocanvi.

## Història

### Seglexix

#### Els nivells d'instrucció de la societat espanyola
El procés d'alfabetització en el nostre país ha seguit un camí lent, a molta distància de l'efectuat en la majoria dels països europeus. La proporció d'analfabets a Espanya a la fi del segle estava per sobre de la que tenien Irlanda, França, Bèlgica, Àustria, Hongria i Romania.
Les causes d'aquesta desigualtat en els ritmes del procés d'alfabetització han estat abordades per diferents autors. La seva interdependència amb el procés d'industrialització i urbanització, la influència de l'església reformada amb el deure que els seus fidels tenien de llegir la Bíblia i el progressiu canvi de concepció sobre el paper social de la dona. Unit a l'increment de l'interès de la historiografia.
La font principal per a l'estudi dels nivells d'instrucció de la societat espanyola ens la proporcionen els cens que, amb caràcter general, es van efectuar en els anys 1857, 1860, 1877, 1887, 1897 i 1900.
|      | TOTAL % | HOMES % | DONES % |
| ---- | ------- | ------- | ------- |
| 1860 | 75,52   | 64,9    | 85,9    |
| 1877 | 72,01   | 62,6    | 80,9    |
| 1887 | 68,01   | 58,8    | 76,8    |
| 1900 | 63,78   | 55,7    | 71,4    |

Podem doncs, afirmar que la immensa majoria de la població espanyola era analfabeta a principis del segle xix. L'analfabetisme era molt més gran en les dones que en els homes. En 1855, el nombre de centres d'ensenyament de nens era més del doble que el de nenes. Com a resultat d'aquesta situació de desigualtat, el nombre d'homes alfabetitzats el 1860 duplicava també al de dones.
Les dades que acabem de comentar ens ofereixen una idea bastant precisa de quin era l'ambient educatiu / cultural de l'Espanya vuitcentista.

#### Les actuacions de l'estat
L'educació, era un tema que preocupava als il·lustrats i que segueix preocupant als liberals, dipositen una gran confiança en el poder de la instrucció pública.
Els liberals de Cadis són els primers que fan referència a un text legal a l'educació d'adults.
A les Corts designen una Junta perquè prepari un pla general d'instrucció pública, que va ser presentat al parlament sota el títol de "Informe de la Junta creada per la Regència per proposar els mitjans de procedir a l'arranjament de la Instrucció Pública", document més conegut com a Informe Quintana.
En el seu apartat sobre les Bases Generals de tota Ensenyament, expressa que la instrucció "ha de ser universal, és a dir, estendre a tots els ciutadans (...). Ha de, en fi, abraçar el sistema sencer dels coneixements humans, i assegurar als homes en totes les edats de la vida la facilitat de conservar els seus coneixements o d'adquirir-ne de nous ".
El projecte de llei elaborat a partir de l'Informe, dedica el títol a l'educació de les dones. establint en el seu article 115 la creació de "escoles públiques, en què s'ensenyi a les nenes a llegir i a escriure, i a les adultes les tasques pròpies del seu sexe".
La implantació de l'absolutisme va suposar el retorn a l'estructura de l'Antic Règim.
Un dels materials que recull més informació sobre el desenvolupament dels ensenyaments per a adults, és l'obra de Luis Puig i Sevall, director d'una escola pública de Barcelona, impresa en 1865 "Organització de les escoles d'adults". El panorama que ens ofereix és desolador: "Nosaltres hem assistit en diferents ocasions a diverses d'aquestes escoles de nit, i tot i que totes elles eren dirigides per prestigiosos professors observem sempre cert disgust, que provava la violència que havien de fer-se tant el mestre com els deixebles per quedar-s'hi (...). Mes en veritat no ens sorprèn. No obstant organització, sense mètode, sense sistema determinat, sense un punt fix en on dirigir la seva mirada, el professor ensenya amb desànim i l'alumne s'avorreix i es fastigueja ". (L. Puig, 1865).
Això reflecteix dos dels problemes fonamentals i constants de l'educació d'adults promoguda per l'Estat, des dels seus començaments fins als nostres dies: la manca de preocupació dels diferents governs per aquest tema i la manca d'una metodologia específica.

#### Els liberals i el desenvolupament dels ateneus
Els liberals del segle xix van continuar la trajectòria educativa iniciada pels il·lustrats, alhora van impulsar la creació de diversos centres educatius. Els ateneus van néixer a França, fruit de la il·lustració, el primer establiment va ser l'ateneu de París de 1785. El grup predominant d'aquests era la classe mitjana, la qual provenia de la burgesia i del sector artesà. En aquests espais hi havia biblioteques, sales de lectura i teatres.

### Segle XX
A partir del segle XX ja es disposava de censos més regulars, concretament en els anys 1900, 1910, 1920, 1930, 1940, 1950, 1960, 1970 i 1981. En aquest segle, el que s'ha realitzat principalment ha estat el procés d'alfabetització de la societat espanyola. D'acord amb aquests censos, l'evolució seguida per l'analfabetisme ha estat la següent.
|      | TOTAL % | HOMES % | DONES % |
| ---- | ------- | ------- | ------- |
| 1900 | 56,07   | 45,58   | 65,89   |
| 1910 | 50,31   | 41,13   | 58,82   |
| 1920 | 42,88   | 34,99   | 50,16   |
| 1930 | 31,13   | 23,68   | 38,09   |
| 1940 | 23,17   | 17,28   | 28,46   |
| 1950 | 17,34   | 12,18   | 22      |
| 1960 | 13,64   | 8,99    | 17,93   |
| 1970 | 8,80    | 5,09    | 12,26   |
| 1981 | 6,6     | 3,8     | 9,2     |

Amb relació a la taula podem observar el gran descens d'analfabetisme produït durant el segle xx. Mentre que a la primera dècada del segle més de la meitat de la població era analfabeta, la xifra va disminuir considerablement. Es va arribar fins a menys d'una desena part de la població a la dècada dels vuitanta. Cal esmentar la desigualtat entre gèneres, la qual cosa proporcionava que hi hagués un major índex de dones analfabetes.

#### Actuacions de l'estat
En el camp de l'educació de persones adultes la línia d'actuació estatal presenta valuoses innovacions teòriques, encara que amb uns resultats pobres. Aquest fracàs s'esdevé a causa de continus canvis de plans; basats molts cops en pressupostos erronis; s'obviava el caràcter específic i no es nombraven professors especialitzats.
El 25 de maig de 1900 es van crear dos decrets complementaris: el primer d'aquests tenia com a objectiu contribuir a l'eliminació de l'analfabetisme entre els treballadors, la qual cosa obligava a els empreses a concedir una hora de treball als obrers menors d'edat, per tal que puguin dedicar-la a estudiar. Pel que fa al segon decret, es van establir classes nocturnes gratuïtes per als obrers a Instituts i Escoles Normals.
Un mes després es van crear classes de persones adultes a les escoles regides per mestres, motivant als docents amb una pujada salarial del 25%.

#### Associacions confessionals
Les dues institucions religioses que més accions van dur a terme en el camp de l'educació de persones adultes en aquells anys, van ser els Salesians i els jesuïtes.

#### Projecte d'Universitat Popular a l'Escola Moderna de Ferrer
Ferrer i Guàrdia oposa un tipus d'educació que engendri "homes capaços d'evolucionar incessantment; capaços de destruir, de renovar-se ells mateixos; homes que la independència intel·lectual sigui la força suprema".
Aquests plantejaments el van portar a projectar la creació de la Universitat Popular, "acudien els alumnes, els seus familiars i gran nombre de treballadors desitjosos d'aprendre", formant aquell auditori de nens i adults -deia Ferrer- un magnífic conjunt.
La mort de Ferrer a Montjuïc (1909) "a mans de la justícia", posa fi a aquesta experiència.

#### L'educació popular durant la II República
Els republicans es van preocupar també per la instrucció de les generacions adultes, inquietud plasmada, sobretot, en les Missions Pedagògiques. L'educació d'adults no va sofrir grans canvis amb respecte a dècades anteriors.
Per els republicans, l'analfabetisme era un dels factors claus pel endarreriment que patia Espanya.
Van ser les Missions una obra inusual en aquella època, basada en una sèrie de petits esforços i plasmada en tot un nus de sensacions noves que calava en aquells pagesos.

#### L'educació d'adults a Catalunya (1900-1939)
La conjuntura política de les primeres dècades del segle XX i les noves necessitats socials i econòmiques, afavoreixen el desenvolupament de l'educació d'adults a Catalunya. Institucions públiques i privades dispensen una considerable atenció a aquest camp educatiu, reflectida en l'abundant nombre d'escoles i centres culturals.
La puixança del moviment obrer i la seva presa de consciència en pro d'una educació de classe, estimulen el progrés i consolidació dels ateneus, alhora que es multipliquen els centres i cursos destinats a la tasca específica d'instruir la classe treballadora.

#### El període Franquista
L'educació d'adults no difereix, pràcticament, dels plantejaments ideològics i estructurals de les escoles primàries; ni en un nivell ni en l'altre preocupen tant els continguts com "els principis religiosos, morals i patriòtics".
Després de deu anys de campanya, a través de la qual només s'aconsegueix rebaixar el percentatge d'analfabets en poc més del 4%, el 1973 es decreta la fi de l'analfabetisme i es suprimeix la totalitat de les escoles especials. S'estableix el programa d'Educació Permanent d'Adults, mitjançant la impartició d'ensenyaments fixades en els plans de E.G.B.

### Segle XXI
A principìs del segle xxi, les tasques educatives per formar treballadors altament qualificats són molt diferents de les exclusives reunions de la societat científica del segle xviii o dels projectes reformistes del segle xix de la extensió universitaria, destinat a apropar la cultura a les classes populars. No obstant, aquests projectes que han afegit una dimensió nova al que es coneix en l'actualitat com educació de persones adultes, van respondre als grans reptes de cadascun d'aquests moments històrics: les revolucions científiques industrials i del coneixement.
Nombrosos estudis confirmen l'augment considerable de persones adultes estudiant en diferents àmbits. Específicament, hi ha més de mil persones majors de quaranta-cinc anys cursant estudis superiors sense cap tipus de cost. D'aquests, més de cent estudiants del sistema terciari tenen cinquanta-cinc anys com a mínim. En definitiva, dels 257.000 alumnes becats el darrer any, 35.747 (el 14%) són majors de vint-i-cinc anys.
A més a més, en els gràfics es reflecteix que els beneficiaris aprofiten l'oportunitat per demostrar les seves capacitats, aconseguint uns bons resultats.
A Catalunya, el nivell de formació de la població adulta és baix respecte a Europa, de manera que el Consell Superior d'Avaluació del Sistema Educatiu de Catalunya ha encarregat un estudi sobre la FpA.

## L'aprenentatge adult
El desenvolupament de les capacitats intel·lectuals ha estat històricament abordat com a incompleta e inexacta. La majoria de les investigacions efectuades abans del 1960 van corroborar la teoria del deteriorament de les capacitats intel·lectuals en l'etapa adulta de les persones, diversos autors com Wechsler, Miles, Jones, Conrad. Afirmen que a partir dels vint anys succeeix aquest deteriorament. Així doncs, es va arribar a la conclusió que l'aprenentatge havia d'estar centrat en la infància i l'adolescència, on es produeix un gran increment de les capacitats intel·lectuals, les quals posteriorment tan sols podien decréixer. Com a conseqüència, les edats adultes no eren considerades adequades per les tasques educatives.
Des de llavors s'han desenvolupat dos línies d'investigació que han trencat amb el pensament esmentat anteriorment. La primera d'aquestes està basada en els tests longitudinals els quals tenen unes conseqüències de tipus quantitatiu. En canvi, la segona fa una diferència entre la intel·ligència fluida i la cristal·litzada, que com a resultat és d'ordre més qualitatiu.
Fins a la dècada dels seixanta els models més destacats no prestaven atenció a l'estudi de la vida adulta. Segons la teoria de Piaget explica que un cop l'individu arriba a la seva adolescència (15-20 anys) ja no s'esperen canvis en el desenvolupament cognitiu. Per tant, aquesta teoria ha comès el mateix error d'omissió, amb relació a l'aprenentage d'adults, que moltes de les teories de la seva època.
Els resultats dels estudis efectuats a partir dels tests longitudinals han causat una revolució sobre la concepció de la relació que s'estableix entre intel·ligència i edat. També demostren la possibilitat de manteniment i d'un cert augment progressiu de la intel·ligència fins a la tercera edat. Així doncs, els resultats obtinguts pels estudis efectuats refuten la tradicional idea que l'etapa adulta no és adequada per l'aprenentatge.
A la vegada s'han establert contrarietats dels resultats de la teoria de deteriorament de la intel·ligència. Un dels aspectes que la contradiu afirma que la clau no es troba en la variació de la intel·ligència sinó en quins factors són els que poden augmentar de forma més senzilla amb el pas dels anys i quins són els que tendeixen a disminuir.
Fins i tot, molts especialistes en EA han arribat a la conclusió que encara queden molts estudis i anàlisis per realitzar i corroborar que l'edat no és un factor que intervé en l'àmbit educatiu, per tal d'acabar amb els estereotips creats fins ara.

## Relacions intergeneracionals
Durant molt de temps, les persones adultes van ser educades iguals que les petites; aquesta metodologia no és adequada, ja que el desenvolupament cognitiu i personal no s'adequa al mateix que un infant.

### Model escolar d'educació d'adults
- Model basat en la instrucció i no en l'aprenentatge.
- Model espaitemps excloent. No es reconeixen com aprenentatges aquelles competències obtingudes al marge de l'espai escolar o fora del temps escolarment regulat.
- Professorat com a figura que es limita a aplicar o administrar l'educació. A més s'identifica aprenentatge amb ensenyament del professor; finalment la creença que limita el rol del professor en treballar a l'aula, sense reconèixer-li la funció d'educador social.
- Model curricular tancat, sense o amb poca relació amb la societat.
- Model d'organització burocràtica, on l'organització de l'ensenyament i les pràctiques educatives només compten amb una única manera de portar-se a terme. És un model rígid i estandarditzat, on no s'admet actuar de manera diferent.

### Model social d'educació permanent d'adults
- Model basat en l'aprenentatge i no en la instrucció (la instrucció no comporta l'aprenentatge). L'aprenentatge és la clau, i en l'educació de les persones adultes, la clau és el coneixement previ, el coneixement a través de l'experiència al llarg de la vida.
- Noves finalitats educatives: educar pel canvi, acreditar els aprenentatges i experiències prèvies, i vinculació amb el desenvolupament local i comunitari.
- Participants: els participants en EA són persones adultes, amb una experiència i una cultura pròpia, amb unes habilitats desenvolupades i amb competències per desenvolupar les activitats de la vida quotidiana.
- Educadors: Els educadors es distancien del model escolar en els aprenentatges i també en la relació que l'educació pren amb la comunitat.

- Sistema educatiu: L'EA ha de configurar-se com un sistema autònom, cada vegada més separat del sistema formal.

## Anàlisi de la població adulta a Catalunya

### Nivells de formació
La població catalana és de gairebé 7 milions de persones. La major part de la població catalana es troba en edat adulta; 8 de cada 10 catalans són persones adultes, d'aquestes, 2 no han acabat els estudis obligatoris (34% de la població). Aquest fet implica que 4 de cada 10 persones adultes no tenen cap títol del sistema educatiu i 2/3 parts de la població no han assolit un nivell de formació més enllà de l'obligatori. És a dir, 3 de cada 10 persones adultes han obtingut tan sols estudis equivalents a EGB, ESO o FP. En els últims 20 anys s'ha reduït el percentatge de persones amb estudis obligatoris inacabats; només una dècada de cada dues persones que acaba els estudis obligatoris continua estudiant. Així i tot, hi ha una gran diferència formativa entre el nombre de persones que tan sols ha assolit una titulació obligatòria i els que presenten estudis mitjans o superiors. Cal ressaltar que només 3 de cada 10 joves té estudis mitjans. A Catalunya només un 62% dels joves ha finalitzat la segona etapa d'educació secundària, mentre que a la Unió Europea representen un 76%.

### Desigualtat social
Les persones amb un nivell més elevat d'atur i amb una situació de més pobresa són les que presenten un nivell de formació més baix; així és que 3 de cada 4 persones aturades només tenen estudis obligatoris acabats o inacabats i gairebé 1 de cada 2 persones sense estudis és pobra. En el moment en què augmenta el nivell de formació baixa el percentatge d'atur i augmenta la taxa d'ocupació, aquest fet s'esdevé sobretot en el grup de les dones. Aquest fet implica que el nivell de formació està relacionat amb la inserció laboral. Les desigualtats formatives també es reflecteixen en l'escletxa digital. Aquelles persones que disposen d'un nivell formatiu més alt són les que utilitzen les noves tecnologies de la informació i la comunicació (TIC) d'una manera més freqüent. D'altra banda, segons diferents estudis 1 de cada 2 universitaris llegeixen llibres cada dia, mentre que 1 de cada 2 persones sense estudis no ho fa mai o gairebé mai. Molts estudis internacionals, com per exemple el PISA 2003, demostren la relació que hi ha entre el nivell formatiu de les famílies i els resultats acadèmics dels seus fills/es. Cal esmentar que a Catalunya hi ha el doble de joves que abandonen prematurament els estudis respecte d'Europa.

### Nivells de participació en la formació de persones adultes
La participació en la FpA a Catalunya és la més baixa de la Unió Europea, després de Grècia. Tan sols un 3% de la població adulta catalana desenvolupa algun tipus de formació, en canvi, la mitjana de persones adultes que es troben en període de formació acadèmica se situa en un 10%.
| Països        | % de persones en formació d'adults |
| ------------- | ---------------------------------- |
| Suècia        | 35,8                               |
| Dinamarca     | 27,6                               |
| Finlàndia     | 24,6                               |
| Gran Bretanya | 21,3                               |
| Noruega       | 19,1                               |
| Holanda       | 16,5                               |
| Bèlgica       | 9,5                                |
| França        | 7,8                                |
| Alemanya      | 7,4                                |
| Itàlia        | 6,8                                |
| Espanya       | 5,1                                |
| Portugal      | 4,8                                |
| Catalunya     | 2,9                                |
| Grècia        | 2,1                                |

Pel que fa a la distribució de la matricula, hi ha un 85% d'alumnat matriculat en programes acadèmics i tan sols un 15% d'alumnat matriculat en programes de lleure i cultura. En els ensenyaments inicials només hi ha matriculades 6 de cada 10 persones. Per altra banda, en els últims anys hi ha hagut un increment del nivell de matriculació en programes de formació reglada entre la població penitenciària dels centres de justícia.

## Formació de persones adultes
La formació de les persones adultes (FpA) requereix una revisió en profunditat i una actualització del marc legal que l'ordena. La situació formativa de les persones adultes a Catalunya no és la desitjable. Els nivells formatius són inferiors que els de la Unió Europea. En aquests moments, a Catalunya, hi ha gairebé dos milions de persones adultes sense cap titulació; en comparació amb la Unió Europea, el nivell de formació de la població adulta és força baix, i aquest fet incideix desfavorablement en qüestions com els nivells i la qualitat de l'ocupació, el risc d'exclusió i les possibilitats de desenvolupament personal. També es pot constatar que el baix nivell socioeducatiu té una incidència negativa sobre els resultats acadèmics dels fills i filles, per la qual cosa és un factor de gran incidència en els cercles d'exclusió.

### Finalitats i objectius
A la majoria dels centres i aules de FpA està present la finalitat principal de l'educació permanent de garantir la igualtat d'oportunitats, entenent l'educació de persones adultes com una part d'aquest procés inacabat de la formació permanent. En aquesta línia, els centres i aules de FpA donen un caire més operatiu a aquesta finalitat general i en plantegen d'altres que es podrien resumir en: eliminar l'analfabetisme, satisfer les necessitats de formació bàsica que la societat actual demana, facilitar l'accés a la formació reglada obligatòria i postobligatòria, afavorir l'exercici de la ciutadania activa i promoure el desenvolupament integral de la persona a través d'una formació integra, acadèmica, ocupacional i de lleure/cultura.

### Qui pot accedir?
Les persones majors de 18 anys o que els compleixin dintre de l'any natural de matriculació.
Excepcionalment i de manera individualitzada, a la vista dels informes justificatius, les persones més grans de 16 anys que ho sol·licitin en els supòsits següents:
1. Quan per raons laborals no puguin seguir estudiant de règim ordinari.
2. Quan es troben en un procés d'obtenció d'un permís de treball.
3. Esportistes d'alt rendiment que no puguin incorporar-se al sistema educatiu ordinari.
4. Alumnat amb necessitats específiques quan circumstàncies singulars justificades ho facin aconsellable.
5. Alumnat que estigui cursant o hagi cursat programes de formació i inserció (PFI).

### Participants
Un 94% dels centres manifesten que s'ha produït un procés de diversificació dels participants a la FpA en els darrers 5 anys aproximadament. Cal recordar que:
- El 40% de les persones matriculades tenen entre 25 i 44 anys.
- El 34,6% de les persones matriculades són estrangeres.
- El 21% tenen entre 18 i 24 anys, i un 26% entre 45 i 64.
- El 13% està format per persones més grans de 65 anys.[13]

Els professionals expressen que els col·lectius que més han augmentat la seva presència als centres són: les persones estrangeres, a causa del creixement de població estrangera.
El percentatge de majors de 65 anys ha disminuït, això es deu perquè els nivells educatius en l'estat espanyol han millorat, però abans el percentatge més gran d'aquesta educació era de gent més gran de 65 anys.
Experts, professionals i estudiants han remarcat que els centres han de mantenir una perspectiva inclusiva i cohesionadora, sense limitar l'accés dels participants per raó d'edat o d'estatus legal.
El fet que l'escola d'adults sigui un servei obert a les persones més grans és beneficiós tant per a aquest col·lectiu com per al conjunt de participants. Els suposa una manera de seguir actius i motivats, els ofereix la possibilitat d'accedir a una formació que de joves van tenir vedada i afavoreix la relació i la comunicació intergeneracional.
La participació en els centres i aules de FpA és baixa i, a més, inestable. El no tractar-se d'una educació obligatòria hi ha un nivell important d'abandonament, sobretot entre les persones més joves, per falta de motivació i incompatibilitat amb l'activitat laboral, i entre les persones estrangeres, per factors laborals i de canvi de domicili.

### Professionals
Els col·lectius de les institucions assumeixen les característiques que han d'assumir els professionals, tals com; compromís amb l'alumnat, constància, esforç, dedicació i amabilitat en el seu dia a dia. Actualment els professionals de l'educació d'adults no han tingut una formació específica, aquests poden haver estat formats com a professors de primària o secundària. No obstant, degut a la gran quantitat de transformacions socials, és necessari que aquest tipus de professionals comptin amb una formació específica. Per tant, és clau la formació d'un sistema d'accés específic. Alhora cal que el professional de la FpA consti d'una formació permanent que incorpori l'actualització de les seves funcions i competències. Per tal d'atendre a la diversitat actual, cada vegada més creixent, calen nous perfils professionals.
- Un 24,2% d'institucions afirmen que els docents han d'orientar, tutoritzar i assessorar tant formativament, laboralment com psicopedagògicament als estudiants.
- El 16,1% consideren que cal tenir en compte el desenvolupament administratiu, de secretaria i d'atenció al públic que duu a terme el professorat. A més, també desenvolupen tasques com la preparació de materials, la difusió de la tasca del centre i la coordinació amb entitats del municipi.
- Un 14,5% dels centres anomenen tres àmbits com a tasques pròpies del professorat de formació adulta, aquestes són: docència, orientació i gestió.

La responsabilitat dels mestres pel que fa a la multitud de comeses que han de desenvolupar és deguda a una greu mancança de recursos humans.
La majoria de docents de la FpA són mestres de primària, la qual cosa produeix una gran homogeneïtzació entre aquests professionals .

### Institucions
Cal destacar que existeix una xarxa d'entitats interessades en la FpA com són: l'IME de diversos municipis, els diversos Centres Cívics, el CAP, els centres d'educació de primària i secundària, les ONG, els Plans Educatius d'Entorn, entitats de formació per al treball, acadèmies d'idiomes, associacions, entre d'altres.

### Planificació
Un dels principals punts febles de la FpA es tracta de la manca de reconeixement de l'especialització del sector; l'oferta formativa no és específica, hi ha una manca d'especialització dels professionals, baix índex d'infraestructures pròpies i amb un disseny arquitectònic apropiat i una baixa quantitat de recursos materials i didàctics per persones adultes. Aquest equip d'elements aporta als centres de FpA una funció secundària i marginal. A més, el canvi de govern a Catalunya ha provocat el pas de direcció general a subdirecció de la formació de persones adultes, la qual cosa fa que sigui percebuda com una pèrdua d'especificitat i un endarreriment de l'educació popular. La majoria del professorat afirma apostar per la promoció de la EpA amb urgència. El marc legal aborda el repte de creure en l'educació d'adults, a més, defineix la importància per a la societat de la formació permanent i d'un finançament adequat que l'acompanyi. Alhora s'hauria de millorar la presència de la FpA als mitjans de comunicació per tal d'establir una visualització positiva d'aquesta. Un altre aspecte que cal destacar, és la necessitat d'una planificació educativa exclusiva per a l'àmbit d'adults tant a nivell global com a nivell local. Cal una revisió del mapa de l'FpA per tal de garantir l'accés en tots els territoris catalans; la descentralització de l'oferta a nivell de ciutat i de comarca per tal de promoure la cohesió territorial i l'equitat. Pel que fa als centres i a les aules, aquestes tenen dimensions reduïdes, limitacions de recursos i un gran índex d'aïllament, provocant una desigualtat d'oportunitats dels estudiants.

### Organització i gestió
Les instal·lacions es consideren adequades quan compleixen els següents requisits: 
- Disposar d'espais propis i unificats en un edifici de l'FpA.
- Disposar d'espais dissenyats per a l'FpA.
- Disposar d'espai suficient per atendre a la demanda.
- Disposar de biblioteca i laboratori.
- Disposar d'un edifici ben comunicat i accessible.
- Disposar d'un bon acondicionament.

Més de la meitat dels resultats de diverses enquestes afirmen que el seu centre no disposa ni d'espais ni d'instal·lacions adequades. La precarietat de les infraestructures és lamentable en la majoria dels centres del Departament de Justícia. Es ressalta la necessitat de recursos materials i didàctics específics per a adults. Per altra banda, els programes dels cursos no s'ajusten a les característiques i necessitats de la població adulta, els horaris i calendaris dels centres i aules són massa rígids i escolars. Es remarca la idea de potenciar un nivell més alt d'autonomia per tal de poder organitzar els seus programes en funció de les característiques del territori. L'única avaluació dels centres es realitza a partir de la Inspecció d'Educació i a través de la memòria i altres documents de diferents centres.

### Recerca
La recerca no ha estat una prioritat pels agents socials relacionats amb la FpA, encara que el professorat remarca la importància de la investigació com a element fonamental per a la innovació. Per aquest motiu s'hauria de potenciar la recerca en l'acció participativa i també la participació de les universitats. Aquesta recerca ha de possibilitar accions de difusió de pràctiques significatives.

### Finançament
Els costos de matriculació de la FpA a Catalunya estan subvencionats totalment o parcialment per les administracions públiques. La formació instrumental i la iniciació a la llengua catalana i castellana són gratuïtes per als estudiants estrangers, en canvi la preparació de proves d'accés a cicles formatius tenen un cost monetari. Pel que fa a la titularitat els centres i aules municipals tenen menys subvenció pública de la qual cosa deriven conseqüències rellevants en termes de desigualtat territorial. Segons el professorat de la FpA, aquest fet podria indicar l'inici d'un procés de privatització. Es reivindica el principi de gratuïtat per tal que la condició socioeconòmica no esdevingui una dificultat per a l'accés. Els estudiants reclamen una moderació del preu o la gratuïtat dels cursos que s'imparteixen i també la possibilitat de concedir beques educatives. El pressupost assignat als centres i aules de FpA és insuficient per respondre a les necessitats i demandes d'aquesta, la qual cosa es tradueix en un dèficit d'inversions en infraestructura, recursos materials i recursos humans. S'esmenta la idea d'avançar cap a fórmules de diversificació del finançament i cofinançament, per tal que el pressupost dels centres s'ampliés més enllà de l'assignació d'una administració. Els contractes programa són fórmules de finançament que permeten la millora de qualitat dels centres i la incrementació de la implicació del professorat.

## Principals iniciatives
Per tal que una persona adulta pugui assolir els coneixements sense dificultats, adaptar-se i comprendre els nous mètodes educatius; els quals estan enfocats cada cop més a l'era digital, cal que segueixin els següents ítems:
- El sistema de relacions entre persones, grups, institucions i organitzacions.
- El sistema per la concertació, recíproc i afavoridor per a la societat.
- El sistema per establir la igualtat humana; sense valors jeràrquics, excloent la diferenciació de les ètnies pobles, cultures i llengües.
- La transparència entre la ciència i la ordinarietat.
- El reconeixement del context social, polític i econòmic, possibilitant la capacitat de les persones adultes participants per a dur a terme la seva formació, valorant la potència en els subjectes.

## Nous reptes
La incorporació dels nous títols de Grau a les universitats catalanes genera un repte per a visibilitzar l'existència i l'especificitat de l'EPA. Els dissenys dels plans docents ja són aprovats i en alguns d'aquests no es contempla l'EPA en les assignatures obligatòries, encara que pot introduir-se en assignatures optatives, incloent els pràcticums. Es tracta d'una innovació, ja que fins ara en algunes titulacions de mestre no s'havia permès fer les pràctiques en centres d'educació de persones adultes. Pel que fa a la creació de nous Màsters, els professionals que imparteixen l'educació de persones adultes, hauran d'oferir una formació d'excel·lència. L'AEPA (Associació per l'Educació de Persones Adultes) i altres organitzacions plantegen que aquests estudis han de basar-se en aportacions científiques, coneixement de pràctiques reconegudes per la comunitat científica internacional i diàleg amb les persones participants. Per acabar, s'haurà de millorar i institucionalitzar mecanismes per tal de validar els coneixements, habilitats i competències que tenen les persones formades a través de l'educació de persones adultes. Es tracta d'un repte no només acadèmic, sinó també ètic per a les nostres universitats.